# Don't Interfere witha Coalheaver
Don't Interfere witha Coalheaver è un cortometraggio muto del 1904 diretto da Lewin Fitzhamon.

## Trama
Dei manovali rovinano l'abito bianco di un elegantone e lo buttano sulla chiatta di carbone.

## Produzione
Il film fu prodotto dalla Hepworth.

## Distribuzione
Distribuito dalla Hepworth, il film - un cortometraggio della lunghezza di trenta metri - uscì nelle sale cinematografiche britanniche nell'ottobre 1904. Negli Stati Uniti fu distribuito dall'American Mutoscope & Biograph e dall'Edison Manufacturing Company nel novembre dello stesso anno.
Non si hanno altre notizie del film che si ritiene perduto, forse distrutto nel 1924 quando il produttore Cecil M. Hepworth, ormai fallito, cercò di recuperare l'argento del nitrato fondendo le pellicole.